# Herta Hareiter
Herta Hareiter, auch Hertha Hareiter (* 28. Mai 1923 in Wien; † 31. Juli 2015 wohl in Wieselburg) war eine österreichische Filmarchitektin.

## Leben
Hareiter studierte an der Hochschule für angewandte Kunst in Wien und sammelte ihre ersten Filmerfahrungen 1942 noch während ihrer Ausbildung als Aushilfe bei der Produktion von Späte Liebe. Nach Kriegsende assistierte sie 1947 als Szenenbildnerin bei dem Film Singende Engel.
1948 erhielt sie eine Anstellung als Bühnen- und Kostümbildnerin am Theater in der Josefstadt. Später wirkte sie am Burgtheater, Volkstheater und Bürgertheater. Daneben arbeitete sie weiterhin als Assistentin beim Film, wo sie ihren Ehemann, den Filmarchitekten Otto Pischinger kennenlernte, mit dem sie seit 1954 häufig kooperierte. Besonders oft war sie bei Filmen von Franz Antel tätig.

## Filmografie
- 1953: Einmal keine Sorgen haben
- 1954: Hochstaplerin der Liebe
- 1954: Das Bekenntnis der Ina Kahr
- 1954: Geliebtes Fräulein Doktor
- 1955: Ein Herz voll Musik
- 1955: Zwei Herzen und ein Thron
- 1956: Rosen für Bettina
- 1956: Heiße Ernte
- 1956: Meine Tante – Deine Tante
- 1956: Uns gefällt die Welt
- 1957: Das Glück liegt auf der Straße
- 1957: … und die Liebe lacht dazu
- 1957: Jede Nacht in einem anderen Bett
- 1957: Das Schloß in Tirol
- 1958: Solang’ die Sterne glüh’n (Zirkuskinder)
- 1958: Der veruntreute Himmel
- 1958: Die Halbzarte
- 1959: Raubfischer in Hellas
- 1959: Peter Voss, der Held des Tages
- 1959: Alt-Heidelberg
- 1960: Die junge Sünderin
- 1960: Das Rätsel der grünen Spinne
- 1960: Schlußakkord
- 1961: Es muß nicht immer Kaviar sein
- 1961: Diesmal muß es Kaviar sein
- 1961: … und du mein Schatz bleibst hier
- 1961: Die Ehe des Herrn Mississippi
- 1961: Der Traum von Lieschen Müller
- 1961: Die türkischen Gurken
- 1962: Schneewittchen und die sieben Gaukler
- 1962: …und ewig knallen die Räuber
- 1963: Ist Geraldine ein Engel?
- 1963: Das große Liebesspiel
- 1963: Der letzte Ritt nach Santa Cruz
- 1963: Im singenden Rößl am Königssee
- 1963: Volles Herz und leere Taschen (…e la donna creò l’uomo)
- 1964: Verdammt zur Sünde (auch Kostüme)
- 1964: Frühstück mit dem Tod
- 1964: DM-Killer
- 1965: Der Schatz der Azteken
- 1965: Die Pyramide des Sonnengottes
- 1965: Schüsse im 3/4 Takt
- 1965: An der Donau, wenn der Wein blüht
- 1965: Das Liebeskarussell
- 1965: Der Kongreß amüsiert sich
- 1965: Zwei Girls vom roten Stern
- 1966: Bel Ami 2000 oder Wie verführt man einen Playboy
- 1966: Maigret und sein größter Fall
- 1967: Das älteste Gewerbe der Welt (Le plus vieux métier du monde)
- 1967: Die Wirtin von der Lahn
- 1968: Das Schloß
- 1968: Frau Wirtin hat auch einen Grafen
- 1968: Frau Wirtin hat auch eine Nichte
- 1968: Ein dreifach Hoch dem Sanitätsgefreiten Neumann
- 1969: Madame und ihre Nichte
- 1969: Something for Everyone
- 1969: Frau Wirtin bläst auch gern Trompete
- 1970: Frau Wirtin treibt es jetzt noch toller
- 1971: Schulmädchen-Report 2: Was Eltern den Schlaf raubt
- 1971: Top Secret (The Salzburg Connection)
- 1972: Hausfrauen-Report, 3. Teil (auch Kostüme)
- 1972: Lehrmädchen-Report
- 1973: Der Fußgänger
- 1973: Junge Mädchen mögen’s heiß, Hausfrauen noch heißer
- 1973: Reigen
- 1975: Frankensteins Spukschloß
- 1975/78: Lady Dracula
- 1976: Eine kleine Nachtmusik
- 1976: Jeder stirbt für sich allein
- 1976: Duett zu dritt
- 1977: Mein seliger Onkel
- 1977: Oh la la, die kleinen Blonden sind da
- 1979: Blutspur (Bloodline)
- 1979: Girls – Die kleinen Aufreißerinnen
- 1980: Der Schüler Gerber
- 1980: Der Bockerer
- 1988: Starke Zeiten
- 1990: Malina
- 1993: Die drei Musketiere (The Three Musketeers)
- 1994: Das 10. Jahr
- 1996: Der Bockerer II – Österreich ist frei
- 1998: Shot Through the Heart (TV)
- 2000: Der Bockerer III – Die Brücke von Andau
- 2003: Der Bockerer IV – Prager Frühling

## Auszeichnungen
- 1968: Bundesfilmpreis für Das Schloß (Beste Filmarchitektur – gemeinsam mit Otto Pischinger)